# Jochen Endreß
Jochen Endreß (* 3. November 1972 in Tübingen) ist ein ehemaliger deutscher Fußballspieler.

## Werdegang
Als Innenverteidiger und defensiver Mittelfeldspieler brachte er es zwischen 1993 und 2002 auf 78 Bundesligaeinsätze (2 Tore) für den VfB Stuttgart. Zur Saison 2002/03 wechselte er zum SSV Reutlingen, wo er es auf 20 Zweitligaeinsätze brachte. Da dem Verein nach dem sportlichen Abstieg aus dem Profilager auch die Lizenz für die Regionalliga verwehrt wurde, wechselte Endreß im Sommer 2003 zur TSG 1899 Hoffenheim in ebendiese Spielklasse und stand 2004 in der Mannschaft des Jahres des kicker-Sportmagazins. 2006 beendete er seine aktive Karriere in der 2. Mannschaft der TSG Hoffenheim.
Im Anschluss an seine Karriere absolvierte Jochen Endreß den DFB-Trainer-Lehrgang und erwarb 2006 die DFB-B-Lizenz. Er übernahm im Winter 2010 den Cheftrainerposten beim TuS Mingolsheim. In der Saison 2011/2012 führte Jochen Endress die junge Mannschaft des TuS Mingolsheim mit 19 Siegen, 61 Punkten und nur 33 Gegentoren (beste Abwehr der Liga) zur Meisterschaft in der Kreisklasse A (Fussballkreis Bruchsal), welche den direkten Aufstieg in die Kreisliga zur Folge hatte. Im Frühjahr 2014 trat Endress von seinem Trainerposten zurück.

## Erfolge
- Deutscher A-Jugendmeister 1990 und 1991 (VfB Stuttgart)
- Aufstieg in die Regionalliga Süd 1997/1998 (VfB Stuttgart Amateure)
- DFB-Pokalsieger 1997 (VfB Stuttgart; ohne Einsatz)
- Europapokalfinalist 1998 (VfB Stuttgart)